# Anosia orientis
Anosia orientis är en fjärilsart som beskrevs av Aurivillius 1909. Anosia orientis ingår i släktet Anosia och familjen praktfjärilar. Inga underarter finns listade i Catalogue of Life.